# 阿爾貝托·里維拉
阿爾貝托·瑪甘諾·羅梅歐·里維拉（Alberto Magno Romero Rivera ，1935年9月19日—1997年6月20日）是一個西班牙作家及知名反天主教主義者。他以宣稱自己是一位改宗的前耶穌會會士，並且以這個自稱的前成員身分宣傳有關於耶穌會的陰謀論聞名。他也是另一位知名的反天主教漫畫家傑克·T·奇克（Jack T. Chick）的許多創作引據來源。

## 簡傳
阿爾伯托·里維拉出生於西班牙的拉斯帕尔马斯。他的著作與言論常以他所宣稱的在他身為天主教耶穌會成員時的見聞有關，然而他這些經歷卻被＜Christianity Today＞（今日基督徒）等雜誌批評在許多方面都與事實不合。 

### 阿爾貝托的說法
他宣稱自己是在七歲時被母親送到一個耶穌會的修會接受神職訓練，在受訓期間被迫接收許多誹謗基督新教的資訊。而讓他決心逃離天主教的因素是他得知梵蒂岡是共濟會的道具，在1965年於瓜地馬拉的一次大公會議中他當著五萬多人面前譴責天主教後遭到耶穌會的囚禁，在那邊他遭受拷打以改變信仰，並嚴重到要靠鐵肺維生，最後在向耶穌祈禱後他得到奇蹟式的治癒。最後他在一位被他勸說成功而改過向善的耶穌會成員的幫助下，成功逃出耶穌會的設施前往美國後成為一個揭穿耶穌會真面目的發言者。並且他也在巴黎拯救了他在倫敦當修女的妹妹瑪利亞免於死於修道院。

### 反駁者的說法
根據天主教立場的刊物＜Cornerstone＞（基石）的一篇調查報導表示里維拉有過多項前科包括詐欺、盜用信用卡以及使用空頭支票。在西班牙因詐欺而招到通緝。當他移民美國後又曾在1967年以為西班牙一間大學募款的名義吸金，而該大學卻從未收到任何來自於他的募款活動的金錢。
至於他宣稱離開天主教的時間點也有所出入，1964年時他原先說自己是在1952年7月逃離天主教。但在幾年後又把時間改到1967年3月20日。而他在療養院的時間是1965年，他在那休養了三個月才奇蹟康復。但他逃到美國則是在1967年，這也使得他的經歷產生了一年左右的空格。
此外他用來證明自己曾是耶穌會會士及天主教的神父及主教的文件也被天主教說明是偽照的。他在倫敦的姊妹也沒有當過修女。1963年他與卡門·莉迪雅·托里斯（Carmen Lydia Torres）成婚，但如依造他的故事他那時應該還在西班牙當神父。

## 言論

### 天主教陰謀論
里維拉宣稱耶穌會士策畫了共產主義、伊斯蘭教、納粹主義的誕生，並暗中設計了世界大戰、經濟衰退、瓊斯鎮大屠殺以及暗殺兩位美國總統－亞伯拉罕·林肯和約翰·F·肯尼迪（一位天主教徒）。他甚至宣稱耶穌會是中世紀13世紀興起的宗教裁判所背後的主謀。 但事實上耶穌會成立於1534年。
他還聲稱，天主教會樂見同性戀和墮胎的推行，並認為靈恩運動是由天主教推動的異端行為。並認為教宗是默示錄預言的敵基督，而天主教會是巴比倫大淫婦。

### 天主教扶植伊斯蘭教陰謀論
里維拉還聲稱伊斯蘭教先知穆罕默德是天主教的傀儡，天主教為了摧毀與對抗猶太人和其他不服從教廷的基督徒扶植了伊斯蘭教的誕生。
他宣稱穆罕默德的第一位妻子海迪徹其實原是一個阿拉伯天主教修院的修女，被一位主教指派嫁給穆罕默德以煽動他建立伊斯蘭教。並且由梵蒂岡方面提供資源給他，只是後來伊斯蘭勢力興起而使得梵蒂岡失去對伊斯蘭的掌控權。
里維拉還指稱，法蒂瑪聖母的顯現是梵蒂岡為了拉攏穆斯林而演的戲，因為法蒂瑪同時也是穆罕默德一個女兒的名字。他甚至宣稱1981年的若望保祿二世遭到一名穆斯林槍手刺殺失敗的事件是天主教為了給穆斯林內疚感而策劃的。